# Elymnias borneensis
Elymnias borneensis är en fjärilsart som beskrevs av Wallace 1869. Elymnias borneensis ingår i släktet Elymnias och familjen praktfjärilar. Inga underarter finns listade i Catalogue of Life.